# Ana Subotić

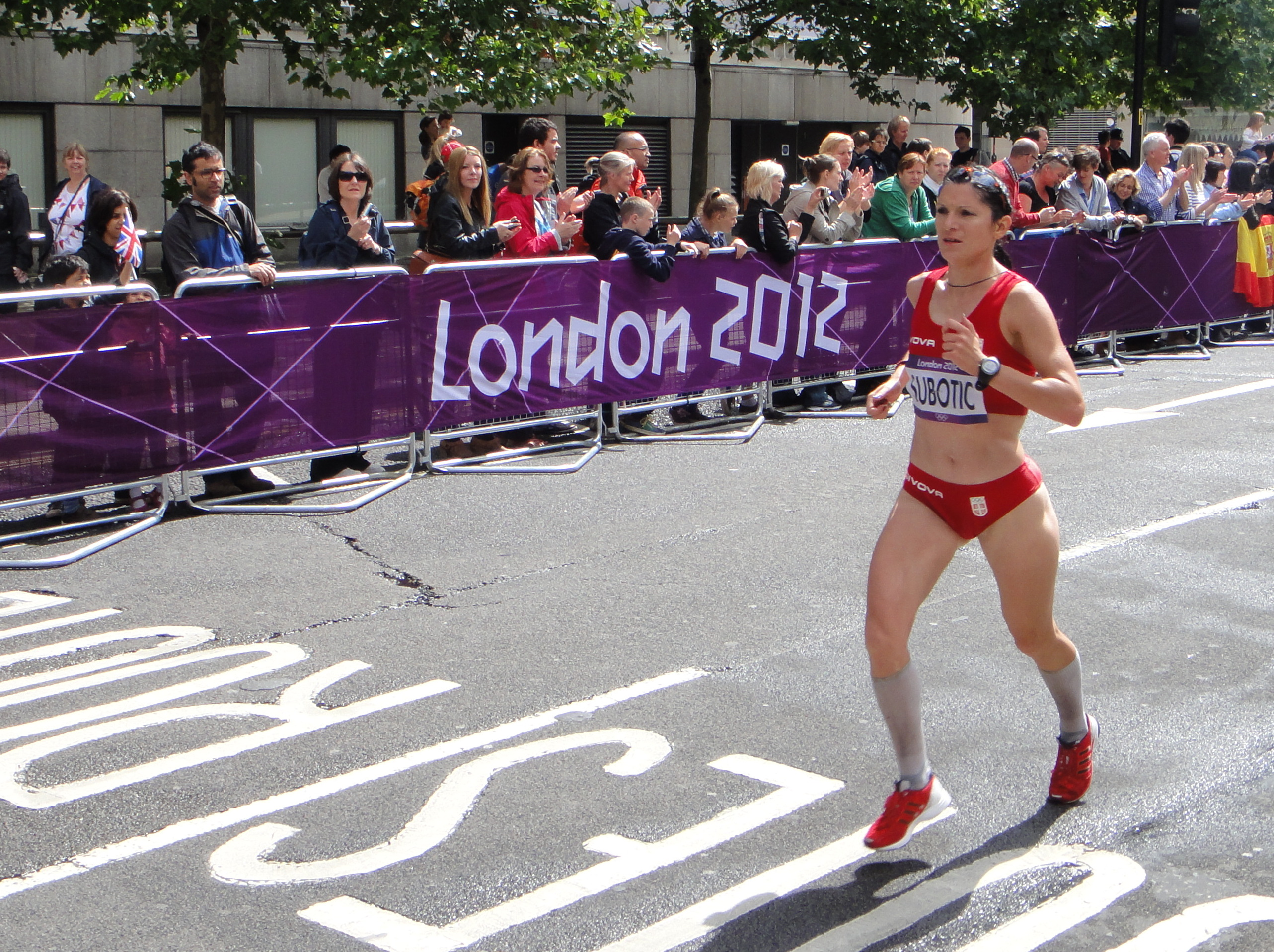
Ana Subotić bei den Olympischen Spielen 2012

Ana Subotić (serbisch-kyrillisch Ана Суботић; * 18. November 1983 in Valjevo) ist eine serbische Marathonläuferin.
2006 siegte sie beim Halbmarathonbewerb des Belgrad-Marathons, 2006, 2007 und 2009 beim Halbmarathonbewerb des Podgorica-Marathons. 2007 wurde sie Zweite beim Vidovdan-Lauf, 2009 gewann sie die Turopoljska trka. 2010 und 2011 siegte sie in Podgorica über die volle Distanz.
2012 qualifizierte sie sich als Elfte des Rotterdam-Marathons für die Olympischen Spiele in London. Nach einem weiteren Sieg über die halbe Distanz in Belgrad lief sie beim olympischen Marathon auf dem 71. Platz ein. Im Herbst gewann sie den Zagreb-Marathon und wurde Zweite in Podgorica.
2013 verteidigte sie ihre Titel in Belgrad über die halbe und in Zagreb über die volle Distanz.

## Bestzeiten
- 10.000 m: 35:47,30 min, 6. August 2011, Kragujevac
- 10-km-Straßenlauf: 33:34 min, 28. Juni 2007, Brčko
- Halbmarathon: 1:14:59 h, 22. März 2009, Velika Gorica
- Marathon: 2:36:14 h, 15. April 2012, Rotterdam
- 3000-Meter-Hindernislauf: 10:11,29 min, 19. Juni 2010, Belgrad